# Personaggi de I Jefferson

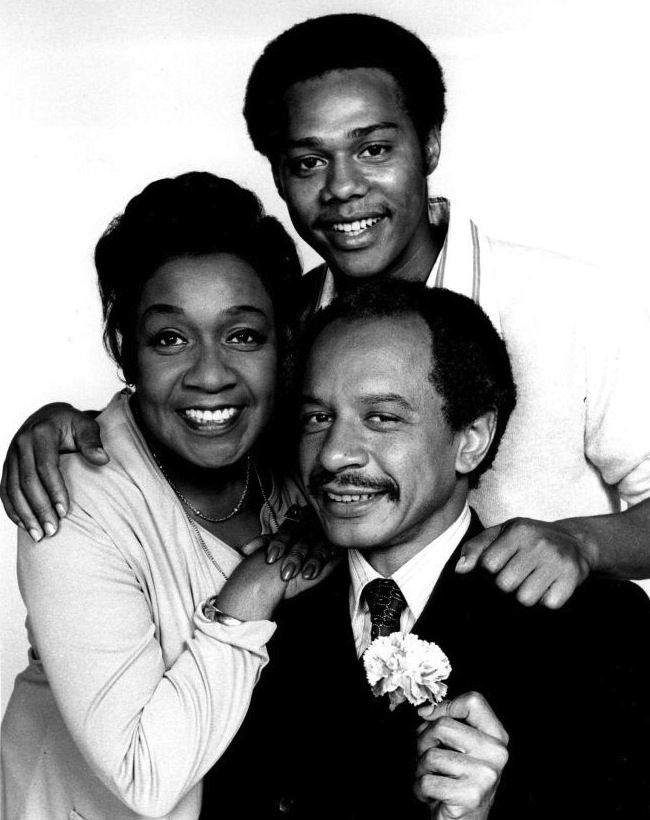
La famiglia Jefferson

La sitcom I Jefferson (1975-1985) contiene una ristretta cerchia di personaggi principali a cui, nel corso della serie, si uniscono molte guest-star.

## Personaggi principali
(Dizionario della TV)

### Personaggi

#### Famiglia Jefferson
- George Jefferson (Harlem, 1929) è il capofamiglia, commerciante di colore arricchitosi attraverso una proficua attività di proprietario di lavanderie, che vanta svariati negozi aperti a New York (il numero dei negozi andrà progressivamente a crescere nel corso delle serie, con nuove aperture, fino ad arrivare a sette). Suo padre William T. Jefferson muore quando aveva solo dieci anni e per questo la madre Olivia è spesso iperprotettiva nei suoi confronti e in quelli del fratello Henry. Fisicamente si presenta come un uomo basso, magro sulla quarantina. Ha un carattere spesso burbero e acido, in particolare con i suoi vicini di casa e la sua domestica Florence (con cui discute spesso riguardo a questioni di lavoro) ed è intollerante verso i "visi pallidi". Nonostante possa sembrare duro e dal cuore di pietra, rivela spesso un animo buono e generoso, sebbene tenti sempre di nasconderlo; più volte arriva a tentare una qualche truffa o una manovra finanziaria scorretta, ma alla fine riesce quasi sempre (non senza l'aiuto di Louise o dei suoi amici come contraltare) a redimersi e fare la cosa giusta. Inizialmente mal sopporta la presenza dei Willis a causa del loro matrimonio interrazziale (tanto da chiamarli "zebre") e di Bentley, ritenuto infatti noioso e invadente. Più avanti nella serie, comincerà, però, a tollerare sempre più i vicini fino a dichiararsi, nell'undicesima e ultima stagione, il miglior amico di Tom.
- Louise "Weezy" Jefferson (nata Mills) è la moglie casalinga e corpulenta di George. Suo padre, Harold Mills, fugge in California quando aveva due anni, facendosi credere morto. Cresce così senza un padre, in compagnia della madre e della sorella Maxine, che se ne andrà di casa a diciassette anni per intraprendere la carriera di cantante a Parigi. Conosce George a sedici anni, nel 1952 lo sposa e nel 1953 partorisce il loro primo e unico figlio: Lionel. In passato ha fatto molti lavori, tra cui la cameriera per sostenere la famiglia, ma da quando le lavanderie hanno preso piede, impiega il suo tempo in un centro sociale come volontaria. Si dimostra solitamente abbastanza comprensiva, nonostante il carattere a tratti burbero del marito (sebbene non gli risparmi rimproveri o litigi quando dice o fa qualcosa di sbagliato). Al contrario di George, è molto amica dei Willis come lo era stata dei Bunker ed in generale tenta di essere amichevole con tutti. "Weezy" è il nomignolo affettuoso con cui viene chiamata, ma solo dal marito George.
- Olivia "Mamma" Jefferson (Harlem 1892 - Manhattan, 1978) è la madre iperprotettiva di George e Henry (suo marito e padre dei suoi figli muore quando il protagonista aveva appena dieci anni) e suocera di Louise. È una donna anziana e vivace amante degli alcolici (il Bloody Mary è il suo cocktail preferito). Il suo passato, vissuto negli stenti, non viene rivelato, ma si viene a sapere che ebbe una relazione con il miglior amico del marito (nonché tutore dei suoi figli), "Zio" Buddy, che la portò vicina all'altare. Appare per la prima volta nell'episodio di Arcibaldo "Lionel Engangement" dove equivocamente ritiene di essere stata offesa da Archie. È lo stereotipo della suocera maliziosa e ipercritica che non ritiene la nuora all'altezza; infatti mostra molto spesso tale atteggiamento nei confronti di Louise (criticandone età, corporatura e soprattutto la cucina), mentre si finge una tranquilla vecchietta con gli altri personaggi. È solita passare il tempo andando al cinema o a teatro e giocando alle parole crociate. Zara Cully, dopo aver recitato solo nei primi nove episodi della quarta stagione, muore nel '78 (a causa di una polmonite). Gli sceneggiatori decisero quindi, di far morire anche il suo personaggio anziché scritturare una nuova attrice, sebbene non venga dedicato nessuno speciale sulla sua morte (di fatto si viene a scoprire della sua dipartita soltanto in via indiretta nel primo episodio della quinta stagione).
- Lionel Jefferson (New York City, 18 ottobre 1953), apparso inizialmente in Arcibaldo (nel ruolo dell'amico di Gloria Bunker e di Michael Stivic), è il figlio playboy di George e Louise, dapprima studente di ingegneria, e, successivamente, dopo aver conseguito la laurea, un ingegnere a tutti gli effetti. Nonostante l'opposizione del padre, si sposerà con la figlia dei Willis, Jenny, da cui avrà una figlia, Jessica; per un periodo andrà a lavorare in Giappone e ciò causerà nella vita di coppia delle divergenze imprecisate, che porteranno al divorzio. Solitamente si dimostra divertito quando sente insulti razzisti (in particolare di Archie, che considera fanatico, bigotto e stupido), ai quali risponde prontamente con sarcasmo, ma va su tutte le furie quando gli viene detto che non può vedere più la nipote del vicino, poiché nero.

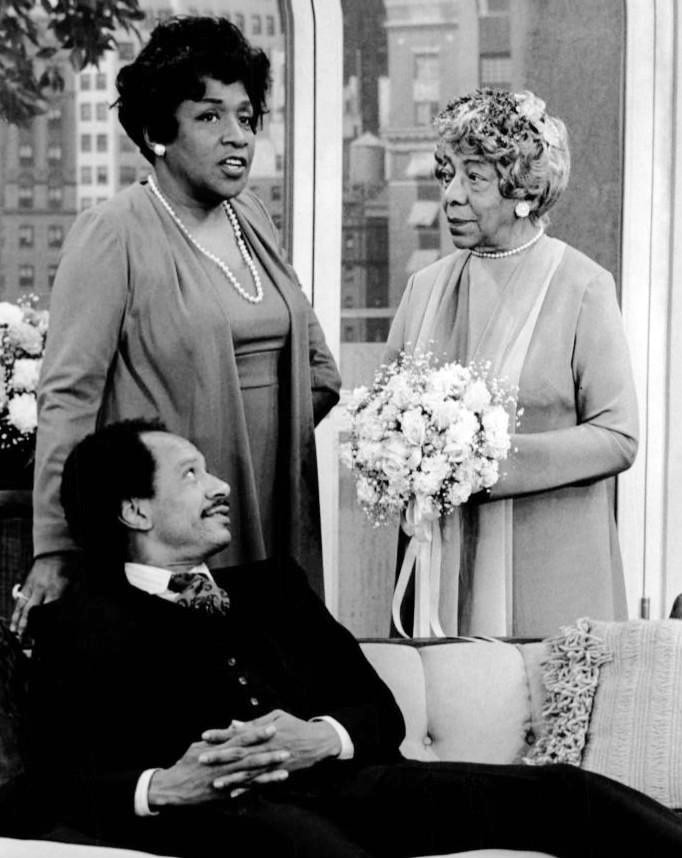
George, Louise e "Mamma" Jefferson
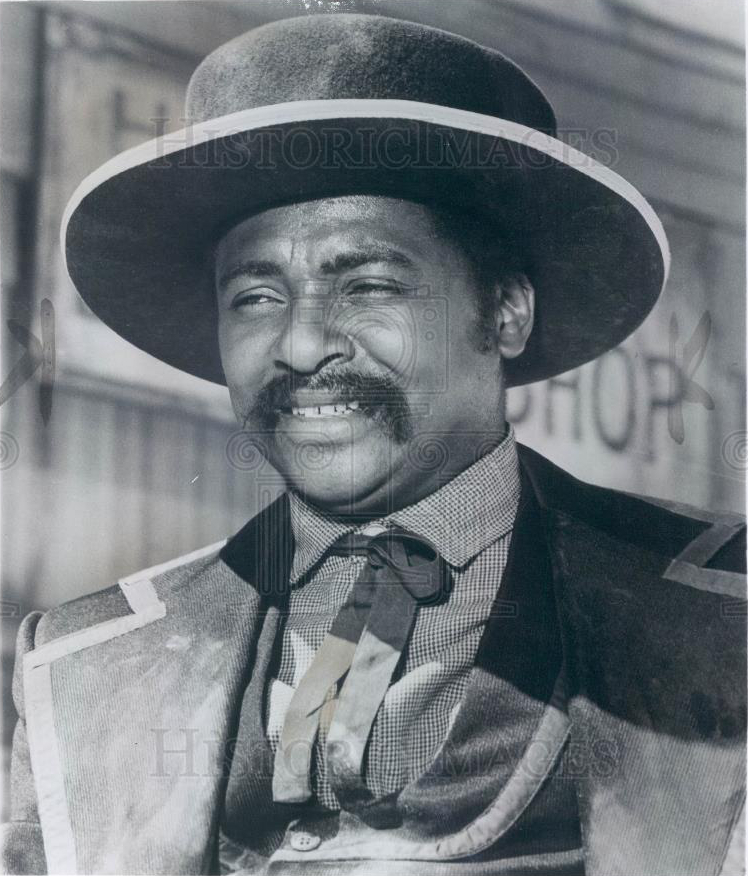
Lionel Jefferson nel pilot
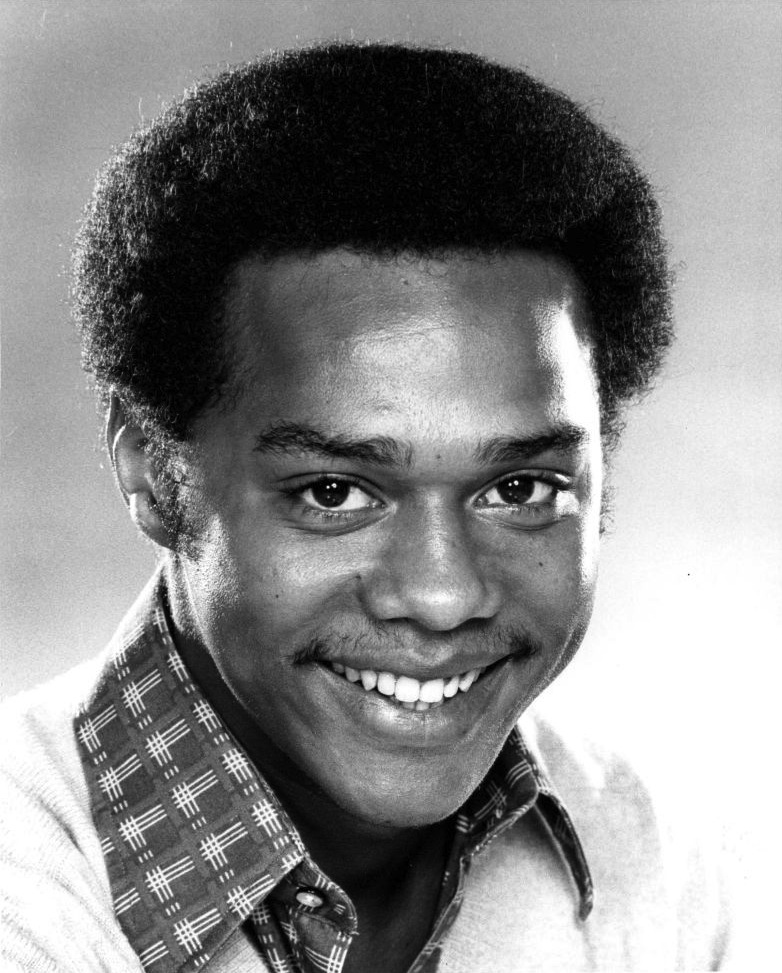
Lionel Jefferson (ST.1,6-8,11)
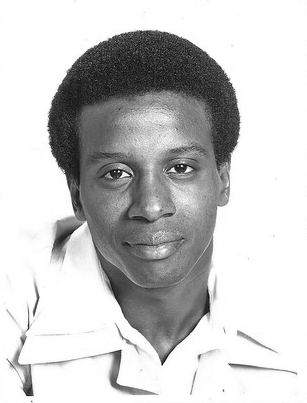
Lionel Jefferson (ST.2-4)

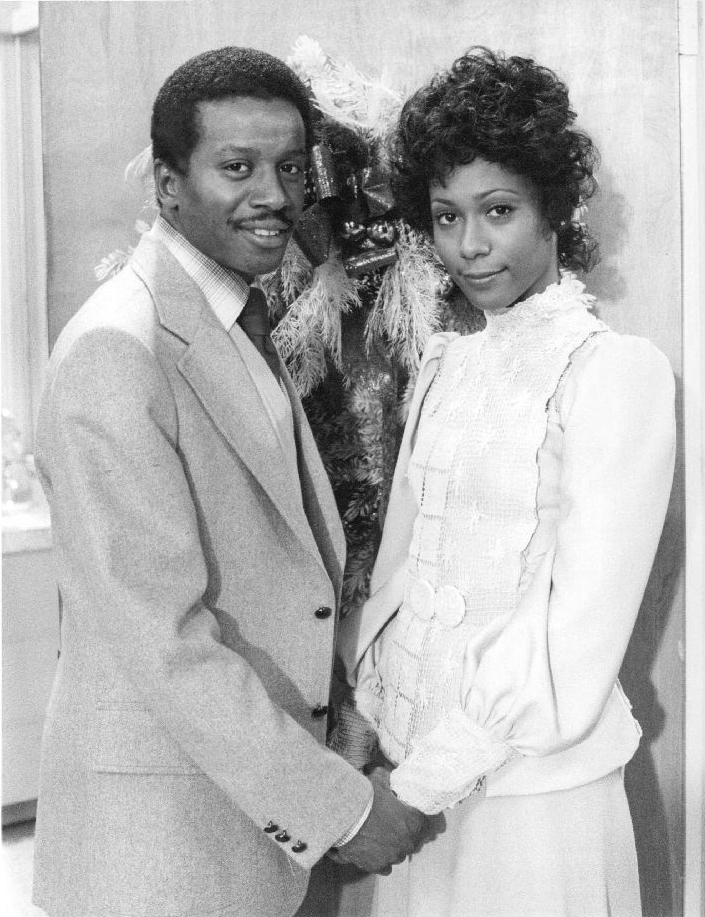
Jenni con l'ex-marito Lionel (Damon Evans)

#### Famiglia Willis

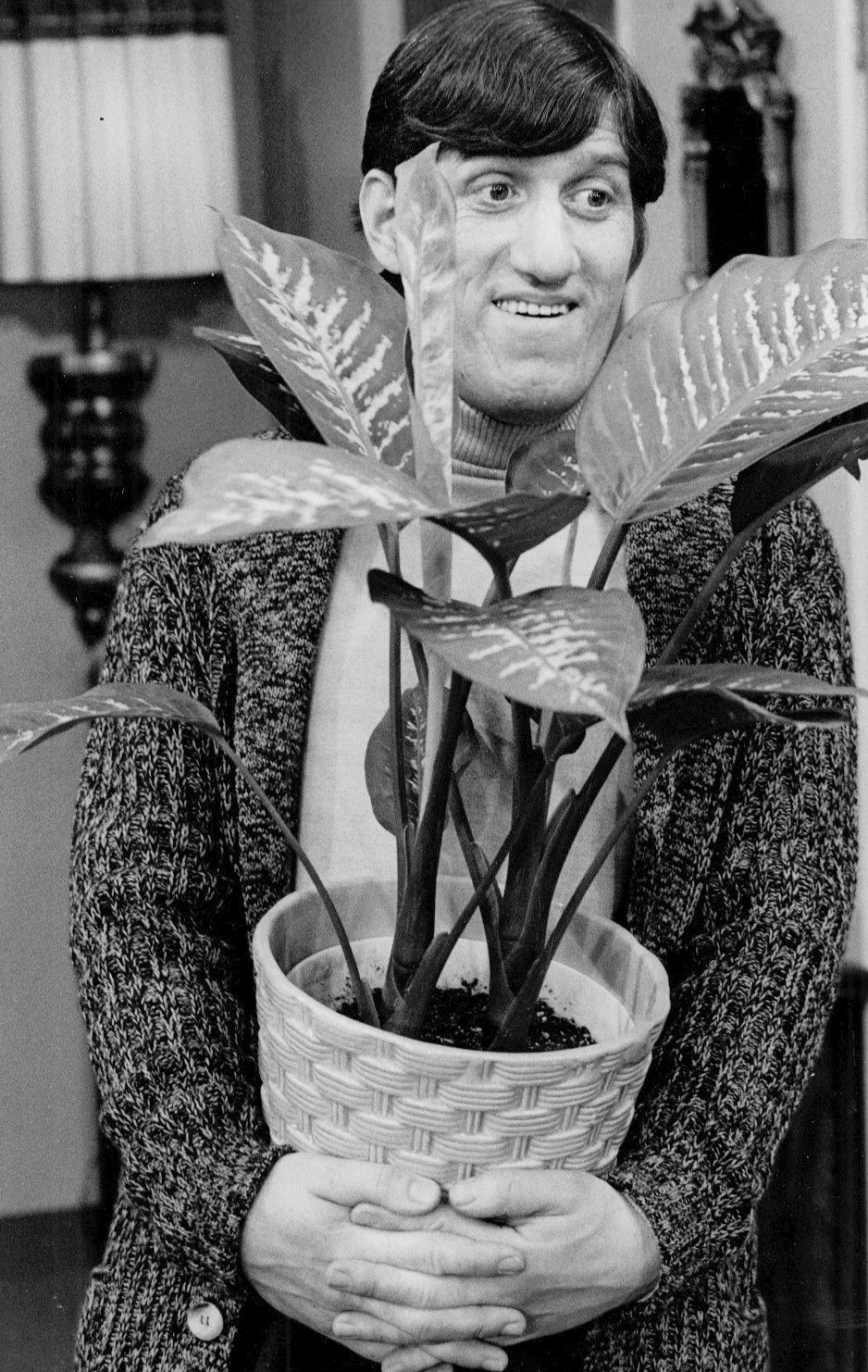
Harry Bentley

- Thomas "Tom" Willis è autore e presidente per la sua casa editrice "Pelham Publishers". Vive in un bel appartamento nello stabile dove abitano i Jefferson con la moglie Helen e la figlia Jenny. Ha un matrimonio interrazziale e a causa di ciò è spesso bersaglio delle battute razziste della gente (e anche dei genitori e suoceri), in particolare di quelle di George. Tom, però, ha presto imparato a convivere e ignorare il bigottismo e l'ignoranza del prossimo ed ormai certe stoccate non lo offendono più. Nonostante Jenny fisicamente assomigli più alla madre, Tom ha instaurato un rapporto più forte con questa rispetto a quello con il figlio "bianco" Allan. Infatti quest'ultimo ha abbandonato la scuola per peregrinare in Europa e condurre una vita più spensierata, senza tenere conto del parere dei genitori, che avrebbero voluto cercasse un lavoro. Con il proseguire della serie, soprattutto dopo il matrimonio dei figli, diviene molto amico di George, che inizia col tempo a limitare le battute razziste. Tom è una persona gentile e premurosa, ma è dominato dalla moglie e spesso viene messo in ridicolo per via del suo peso e della sua passione per il cibo.
- Helen Woodroow in Willis (Douglas nella versione originale) è la miglior amica di Louise, nonostante ne odi il marito. È sposata da 34 anni con Tom Willis e per questo è presa in giro da George, che detesta i matrimoni tra caucasici e afroamericani. A differenza del marito, che è solito non replicare, Helen risponde spesso per le rime, canzonandolo per la sua altezza. Dalla quarta stagione inizia a lavorare in un centro sociale (aperto nel 1977) con l'amica Louise, con cui ne ha anche redatto, per un breve periodo, il bollettino. Ha due figli: Allan e Jenny.
- Jenny Willis ex-Jefferson (interpretata da Berlinda Tolbert, doppiata da Elisabetta Cesone) è la figlia secondogenita dei Willis, nonché unica femmina. È una persona molto intelligente, che ha terminato il College con il fidanzato Lionel, più grande di lei. In un primo momento, il fidanzamento è osteggiato dal padre di Lionel, che mal sopporta che i suoi genitori appartengano ad etnie diverse. Nel 1976, sposa il rampollo dei Jefferson e, nel 1978, si scopre essere incinta della loro prima e unica figlia, Jessica. George inizia a diventare più accomodante nei confronti della nuora, tanto da assisterla in sala parto. Il suo matrimonio finisce nel 1985 a causa di alcuni contrasti. Inizialmente odiava il fratello Allan per essere scappato in Europa per due anni, poiché quest'ultimo si vergognava dei genitori e non riusciva a capire a quale etnia appartenesse. I due, in seguito, si riappacificarono tanto che Jenny gli chiese di fare da padrino alla figlia, ma egli dovette rifiutare in quanto intrappolato nella neve (e così fu scelto Harry Bentley).
- Allan Willis è il figlio primogenito dei Willis, nonché unico maschio. Apparve per la prima volta nell'ultimo episodio della prima stagione, nel quale ritorna a casa dopo due anni trascorsi in Europa. Inizialmente viene accolto freddamente dalla sorella che si rifiuta di stare nella stessa casa con lui, ma alla fine i due si riappacificano tanto che Allan viene designato dalla sorella come padrino della nipote Jessica. Ritorna a New York nel 1978, dopo essere stato due anni nel New Messico, in contemporanea con il ritorno dei genitori dal funerale del nonno paterno a Syracuse. Tom si mostra molto freddo nei confronti del figlio di cui non apprezza il carattere piuttosto spensierato ed epicureo. Alla fine della quinta stagione riparte nuovamente senza più tornare a Manhattan.

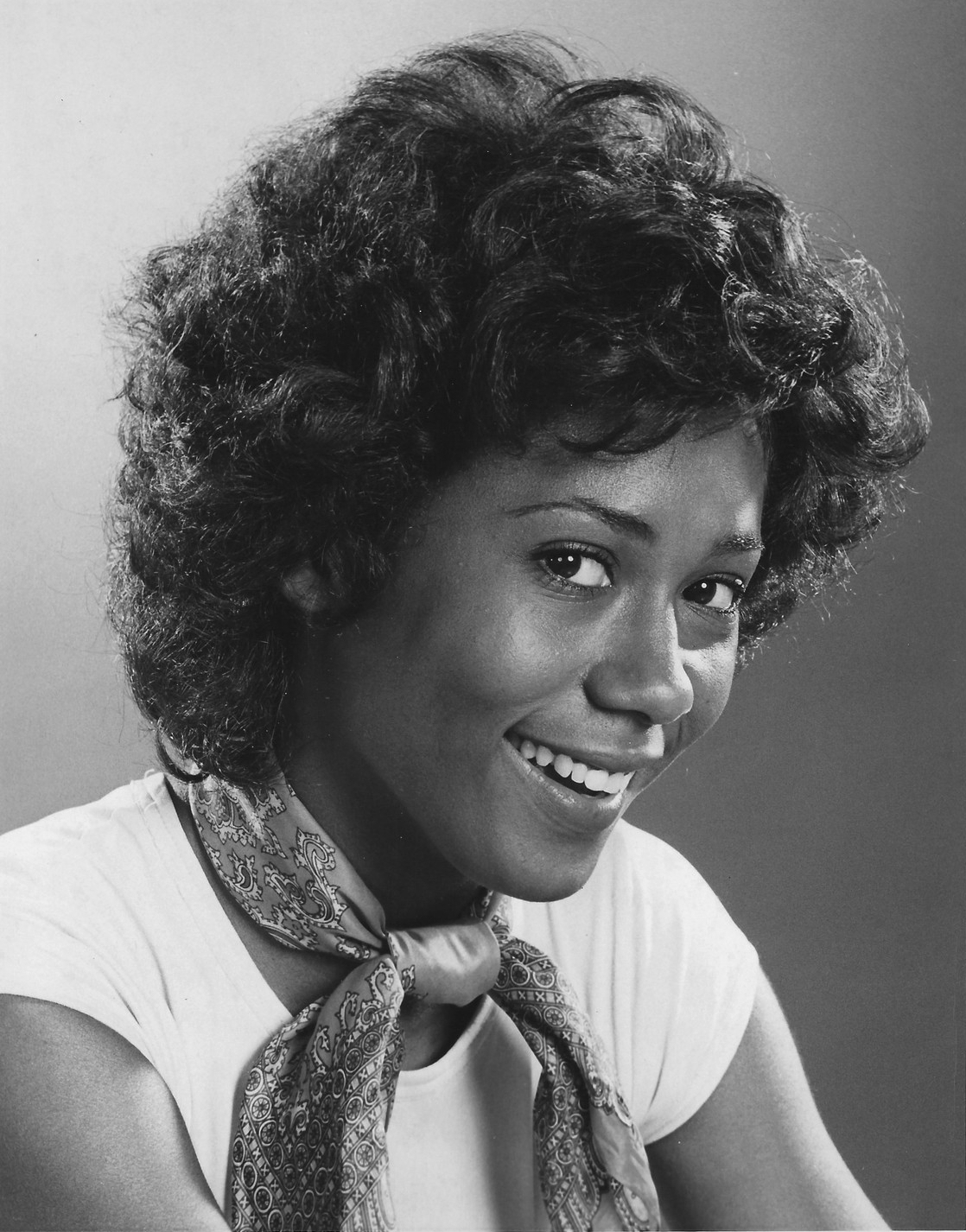
Jenny Willis
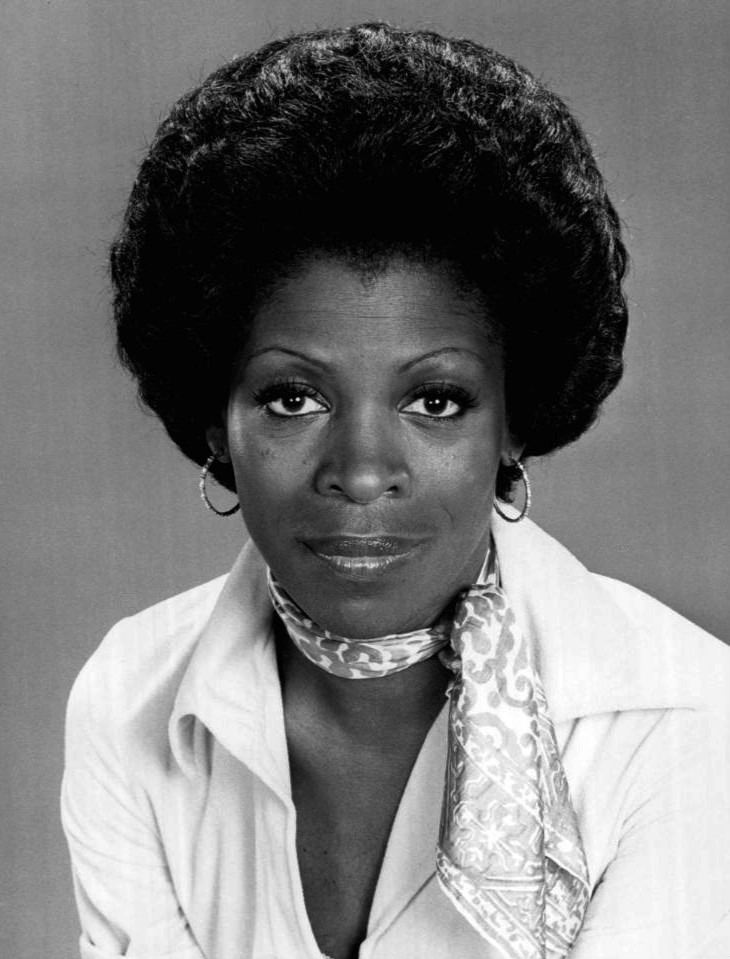
Helen Willis

#### Altri personaggi
- Florence Johnston è l'impertinente, sarcastica e simpatica domestica afroamericana dei Jefferson, che, in un certo senso, rappresenta l'alter-ego del padrone di casa, sempre pronta a discutere con lui per questioni di lavoro e di soldi. Si dimostra il più delle volte piuttosto pigra e indolente al lavoro (fatto che le viene continuamente rinfacciato da George); tuttavia, quando vuole, è in grado di compiere in maniera adeguata il suo ruolo di domestica. Appare nell'episodio pilota come possibile cameriera della coppia e, dopo tre stagioni da personaggio ricorrente, entra nel Cast come personaggio principale (quando viene assunta a tempo pieno e va a vivere in camera di Lionel), diventando insieme ai padroni il fulcro della trama. Nonostante sia una fedele cristiana, non è mai riuscita ad avere una relazione stabile e perciò ha spesso periodi di depressione, anche a causa della sua povertà. Nella seconda stagione, arriva a meditare perfino il suicidio; sono però le parole dell'odiato padrone (che in fondo si dimostra un uomo che si preoccupa della gente) a convincerla a desistere. Più volte è stata sul punto di essere licenziata dal signor Jefferson, ma poi Louise, che ha stretto con Florence un forte legame, ha convinto il marito a riassumerla. In un paio di occasioni, si dimostra una donna furba e molto intelligente, come quando salvò il signor Jefferson da una truffa oppure quando venne rapita, riuscendo a lasciare un indizio per far sapere dove si trovasse. Lascerà temporaneamente la serie per lo spin-off Checking In, venendo infine ri-assunta dai Jefferson dopo aver perso l'impiego nell'albergo in cui lavorava, distrutto da un incendio.
- Harry Bentley (interpretato da Paul Benedict, doppiato da Pietro Ubaldi) è l'eccentrico vicino inglese dei Jefferson che lavora come interprete alle Nazioni Unite. Spesso si presenta alla porta dei protagonisti per chiedere in prestito degli elettrodomestici o per farsi camminare sulla schiena dal signor Jefferson, il solo capace di fargli passare, in questo modo, il mal di schiena di cui periodicamente soffre. Scapolo ma inguaribile donnaiolo, vive solo, anche se qualche volta porta a casa alcune fidanzate come Daphne o Patricia. È una persona socievole ed in genere è benvoluto da tutti, ad eccezione di George che lo trova noioso e invadente e che per questo spesso gli sbatte la porta in faccia per troncare la conversazione con lui. Ama raccontare spesso aneddoti divertenti riguardanti la sua giovinezza o i suoi bizzarri parenti inglesi. È una persona molto calma e pacifista, anche se in un episodio finisce in prigione per aver colpito un poliziotto; alla fine, quest'ultimo capisce la pasta del suo aggressore e lo lascia andare. Harry è assente nella nona stagione poiché si trasferisce in Unione Sovietica per lavoro.
- Ralph Hart è l'ingegnoso portiere dello stabile, sempre pronto ad offrire i suoi servigi in cambio di laute mance. È molto venale e farebbe qualsiasi cosa per denaro. Nonostante sia un semplice portiere e dichiari spesso di essere povero in canna, Ralph sembra avere più soldi di quanto vuole far credere ed ha parecchi agganci con l'alta società. Di Ralph si sa che è sposato da molti anni (come spiega nella decima stagione) e che ha due figli. In una puntata ambientata nel futuro, viene mostrato come Raplh si sia arricchito a tal punto (grazie anche alle mance raccolte negli anni) da riuscire a comprare l'intero palazzo. In un episodio viene sostituito da una porta automatica, ma tutti gli inquilini, anche se lo odiano, minacciano di andarsene ed in questo modo riescono a fargli conservare il posto. Viene in seguito rivelato che Ralph li aveva pagati, anche se molti sostengono che non lo avrebbero fatto se non per un lauto tornaconto.

### Statistiche del Cast principale

#### Apparizioni del Cast principale
| Attore           | Personaggio              | Stagione   | Stagione   | Stagione   | Stagione   | Stagione   | Stagione   | Stagione   | Stagione   | Stagione   | Stagione   | Stagione   |
| Attore           | Personaggio              | 1          | 2          | 3          | 4          | 5          | 6          | 7          | 8          | 9          | 10         | 11         |
| ---------------- | ------------------------ | ---------- | ---------- | ---------- | ---------- | ---------- | ---------- | ---------- | ---------- | ---------- | ---------- | ---------- |
| Isabel Sanford   | Louise Jefferson         | Principale | Principale | Principale | Principale | Principale | Principale | Principale | Principale | Principale | Principale | Principale |
| Sherman Hemsley  | George Jefferson         | Principale | Principale | Principale | Principale | Principale | Principale | Principale | Principale | Principale | Principale | Principale |
| Mike Evans       | Lionel Jefferson         | Principale |            |            |            |            | Principale | Principale | Ricorrente |            |            | Ricorrente |
| Damon Evans      | Lionel Jefferson         |            | Principale | Principale | Principale |            |            |            |            |            |            |            |
| Roxie Roker      | Helen Willis             | Principale | Principale | Principale | Principale | Principale | Principale | Principale | Principale | Principale | Principale | Principale |
| Franklin Cover   | Thomas "Tom" Willis      | Principale | Principale | Principale | Principale | Principale | Principale | Principale | Principale | Principale | Principale | Principale |
| Zara Cully       | Olivia "Mamma" Jefferson | Principale | Principale | Principale | Principale |            |            |            |            |            |            |            |
| Berlinda Tolbert | Jenny Willis Jefferson   | Principale | Principale | Principale | Principale | Principale | Principale | Principale | Ricorrente | Ricorrente | Ricorrente | Ricorrente |
| Paul Benedict    | Harry Bentley            | Principale | Principale | Principale | Principale | Principale | Principale | Principale | Principale |            | Principale | Principale |
| Marla Gibbs      | Florence Johnston        | Ricorrente | Ricorrente | Ricorrente | Principale | Principale | Principale | Principale | Principale | Principale | Principale | Principale |
| Jay Hammer       | Allan Willis             |            |            |            |            | Principale |            |            |            |            |            |            |
| Ned Wertimer     | Ralph Hart               | Ricorrente | Ricorrente | Ricorrente | Ricorrente | Ricorrente | Ricorrente | Ricorrente | Ricorrente | Ricorrente | Ricorrente | Ricorrente |

#### Altre statistiche
| Attore           | Ruolo                           | Doppiatore          | Numero di Episodi | Periodo di Attività   |
| ---------------- | ------------------------------- | ------------------- | ----------------- | --------------------- |
| Sherman Hemsley  | George Jefferson                | Enzo Garinei        | 253               | 1975-1985             |
| Isabel Sanford   | Louise Jefferson                | Isa Di Marzio       | 252               | 1975-1985             |
| Mike Evans       | Lionel Jefferson (ST. 1,6-8,11) | Federico Danti      | 35                | 1975, 1979-1982, 1985 |
| Roxie Roker      | Helen Willis                    | Graziella Porta     | 189               | 1975-1985             |
| Franklin Cover   | Thomas "Tom" Willis             | Silverio Pisu       | 183               | 1975-1985             |
| Zara Cully       | Olivia "Mamma" Jefferson        | Grazia Migneco      | 34                | 1975-1977             |
| Berlinda Tolbert | Jenni Willis                    | Elisabetta Cesone   | 65                | 1975-1985             |
| Paul Benedict    | Harry Bentley                   | Pietro Ubaldi       | 141               | 1975-1982, 1983-1985  |
| Marla Gibbs      | Florence Johnston               | Lisa Mazzotti       | 206               | 1975-1985             |
| Damon Evans      | Lionel Jefferson (ST. 2-4)      | Federico Danti      | 33                | 1975-1978             |
| Jay Hammer       | Allan Willis                    |                     | 8                 | 1978-1979             |
| Ned Wertimer     | Ralph Hart                      | Antonello Governale | 50                | 1975-1985             |

## Personaggi secondari
| Attore            | Ruolo                   | Numero di episodi | Descrizione |
| ----------------- | ----------------------- | ----------------- | --- |
| Danny Wells       | Charlie                 | 23                | È il proprietario del bar nella hall al primo piano del complesso di appartamenti nell'Upper East Side di Manhattan, dove vivono i Jefferson e i Willis. Ama il suo lavoro e si accontenta dei suoi pochi clienti. A causa della scadenza del suo contratto, avrebbe dovuto essere sfrattato; tuttavia George, nonostante avesse potuto usare lo spazio per ampliare la sua lavanderia, lo fece rimanere, in quanto lo considerava uno di famiglia. Nell'episodio 11x17 A Secret in the Back Room viene rivelato che, mentre stava gestendo il bar, lottava contro problemi di alcolismo che lo portarono a separarsi dalla moglie. |
| Ernest Harden Jr. | Marcus Garvey Henderson | 8                 | È un giovane nato in un quartiere povero che lavora nella lavanderia di George. Louise, impiegata nel centro sociale frequentato dal ragazzo, convinse il marito ad assumerlo; il giovane però, tradendo la fiducia dei Jefferson, rubò una giacca molto costosa, venendo infine scoperto. George lo affrontò ed il ragazzo, messo alle corde, ammise di aver rubato il capo, ma ribadì che non aveva mai avuto l'opportunità di avere una bella vita. George replicò dicendo che non avrebbe dovuto lamentarsi dal momento che aveva un lavoro e concluse affermando che i truffatori e i ladri solitamente vanno a finire all'obitorio o in prigione. Da allora in poi il ragazzo iniziò a rigare dritto. George si rivede in lui poiché entrambi sono orfani di padre.                                          |
| Vernon Washington | Leroy Daniels           | 6                 | È il direttore di una filiale della Jefferson Cleaner. Nonostante possa sembrare piuttosto stupido, è davvero abile nel gestire il negozio. Nella puntata ambientata nel 1996, viene mostrato come Leroy divenga il proprietario delle lavanderie, tra lo sconforto di George. |
| Jack Fletcher     | Signor Whittendale      | 6                 | È il proprietario altezzoso dello stabile e un banchiere affermato. Ha una cameriera di nome Millis e dei nipotini pestiferi. Tutti si comportano in modo servile e sottomesso nei suoi confronti e abusa spesso del suo potere, sia sui dipendenti del palazzo che sugli inquilini. Nonostante sia tanto temuto, tutti sperano di entrare in affari con lui, specialmente George, ma più volte quest'ultimo ne sfiderà l'autorità, per delle giuste cause, anche mettendo a repentaglio il suo contratto d'affitto. Sembra un uomo superbo ed estremamente sicuro di sé, ma è anche lui vessato e sottomesso dall'autoritaria moglie, la quale non solo possiede il 51% della sua società, ma è anche la detentrice del nome Whittedale (infatti il marito è stato costretto a prendere il cognome della moglie). |
| Garrett Morris    | Jimmy                   | 5                 | È un bambino a cui i Jefferson hanno donato dei soldi per anni. Incontratolo, si rendono conto che era truffatore (membro della confraternita nera Alpha Phi Alpha); nonostante ciò, George assolda lui e suo cugino per recuperare dei soldi rubati a Tom da alcuni suoi conoscenti di Marina. |
| Irwin Keyes       | Hugo Mojelewski         | 5                 | (inglese) «Hi! Remember me?» (italiano) «Ciao! Ti ricordi di me?» (Hugo Mojelewski) È la guardia del corpo occasionalmente assunta da George per proteggerlo; fisicamente si presenta come un uomo robusto che può sembrare piuttosto stupido. Apparve la prima volta per proteggere il signor J. da un rapinatore seriale: "Larry The Loon". Successivamente, fu contattato da George per aiutarlo nella sua lotta contro una banda femminile; quest'ultima aveva infatti assaltato un furgone che doveva consegnare della merce per le lavanderie. Si infatua della nuora di George, Jenni, che però non lo corrisponde. |

## Altri personaggi
| Attore                | Ruolo               | Numero di episodi |
| --------------------- | ------------------- | ----------------- |
| Dorothy Butts         | Signora Van Morris  | 4                 |
| Esther Sutherland     | Mary                | 4                 |
| Pat Lawson            | Alice               | 4                 |
| Ebonie Smith          | Jessica Jefferson   | 4                 |
| Roseanna Christiansen | Carmen              | 3                 |
| Leonard Lightfoot     | Agente Barrett      | 3                 |
| Edie McClurg          | Audrey Blume        | 3                 |
| David Downing         | Albert Fox          | 3                 |
| Jason Bernard         | Lloyd Tyndall       | 3                 |
| Al Harrington         | Leon Kanekuulo      | 3                 |
| Patrick Collins       | Killer Rabbit       | 3                 |
| Frank De Vol          | Sammy               | 3                 |
| Greg Morris           | Cugino di Jimmy     | 3                 |
| Stefan Gierasch       | Allan West          | 3                 |
| Myra Taylor           | Pearl               | 3                 |
| William Bryant        | Bill Wilson         | 2                 |
| F. William Parker     | Signor Stockwell    | 2                 |
| Bhetty Waldron        | Clara               | 2                 |
| Vernon Weddle         | Vincent Carter      | 2                 |
| Gino Conforti         | Chuck Furman        | 2                 |
| Bob Gorman            | Bob Simmons         | 2                 |
| Charles Walker        | Poliziotto Coniglio | 2                 |
| Dave Shelley          | Valery Kamikov      | 2                 |
| Michael Alldredge     | Comparsa 1          | 2                 |
| Jack O'Leary          | Frank               | 2                 |
| James Staley          | Comparsa 2          | 2                 |
| Fred Ball             | Ken Sanders         | 2                 |
| Esmond Chung          | Cameriere           | 2                 |
| Ron Trice             | Rollo               | 2                 |
| Wendell Wright        | Walker              | 2                 |
| Alma Beltran          | Puerto Rican Maid   | 2                 |
| Margaret Wheeler      | Lady Customer       | 2                 |
| Andrew Harold Rubin   | Allan Willis        | 1                 |

## Personaggi di Checking In
Checking In è il primo e unico spin-off dei Jefferson che narra le vicissitudini di Florence, assunta come governante capo del St. Frederick Hotel. Alcuni dei personaggi di questa breve sit-com sono apparsi anche in due episodi della settima stagione dei Jefferson (in particolare il 19 e il 20).
| Attore          | Ruolo             | Numero di episodi in Checking In |
| --------------- | ----------------- | -------------------------------- |
| Marla Gibbs     | Florence Johnston | 4                                |
| Patrick Collins | Earl Bellamy      | 4                                |
| Robert Costanzo | Hank Sabatino     | 4                                |
| Jordan Gibbs    | Dennis            | 4                                |
| Larry Linville  | Lyle Block        | 4                                |
| Liz Torres      | Elena Beltran     | 4                                |
| John Anderson   | Mr. Claymore      | 1                                |
| Ruth Brown      | Betty             | 1                                |
| Michael deLano  | Leo               | 1                                |
| Alice Nunn      | Mrs.Sabatino      | 1                                |
| Carol Swarbrick | Marianne          | 1                                |

## Cambiamenti di Cast

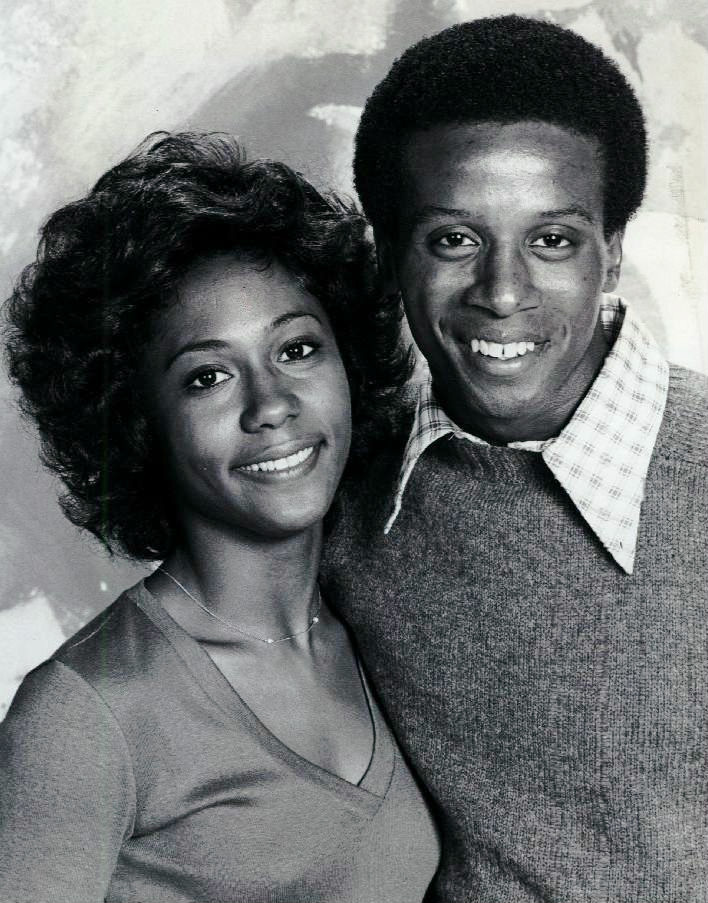
Lionel e Jenni, interpretati da Damon Evans e da Berlinda Tolbert.

### Lionel Jefferson
Inizialmente fu Martin D'Urville ad interpretare Lionel nei due episodi pilota inediti di Arcibaldo, anche se, successivamente, fu scritturato Mike Evans, che ricoprì tale ruolo per le prime cinque stagioni (st. 1-5 dal 1971-1975) in Arcibaldo e per altre cinque (st. 1, 6-8, 11) ne I Jefferson. Alla fine della prima stagione, Mike lasciò lo spin-off per produrre a tempo pieno la serie Good Times, che si concluse nel 1979, anno che sancisce il suo ritorno nel cast. Per le stagioni mancanti Mike fu sostituito da Damon Evans che interpretò il rampollo di Casa Jefferson dal 1975 al 1978 (st. 2-4); quindi il personaggio di Lionel è praticamente assente nella quinta, nona e decima stagione.

### Famiglia Willis

#### Tom e Helen Willis
In Arcibaldo, la prima coppia mista della televisione venne interpretata da Charles Aidman e da Kim Hamilton e, solo successivamente, vennero scritturati per il cast dei Jefferson gli attori Franklin Cover e Roxie Roker, che recitarono per più di 180 episodi in undici stagioni.

#### Jenni Willis, Jessica Jefferson-Willis e Alan Willis
L'unica figlia femmina dei Willis fu interpretata da Lyanne Moody in Arcibaldo e da Berlinda Tolbert ne I Jefferson. Quest'ultima rimase formalmente nel cast per tutta la durata dello show, ma le sue apparizioni diminuirono dall'ottava stagione in poi; nel 1980, gli sceneggiatori fecero tornare nel cast il suo personaggio incinta di una bambina, Jessica (interpretata dalle gemelle Erinn e Leslie Hollin, ST 6-7, e da Ebonie Smith, ST 10-11). Il primogenito dei Willis fu invece interpretato da Andrew Harold Rubin, nell'ultimo episodio della prima stagione dei Jefferson, e da Jay Hammer, nella quinta stagione.

## Premi e riconoscimenti ottenuti dal cast

### Sherman Hemsley
- Golden Globe

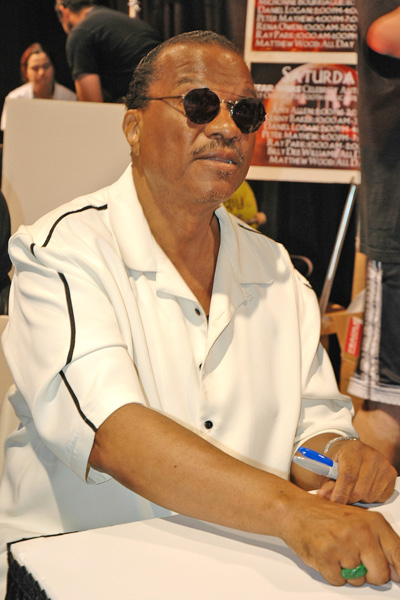
La recitazione di Billy Dee Williams nel ruolo di se stesso gli valse una nomination ai TV Land Award nel 2003

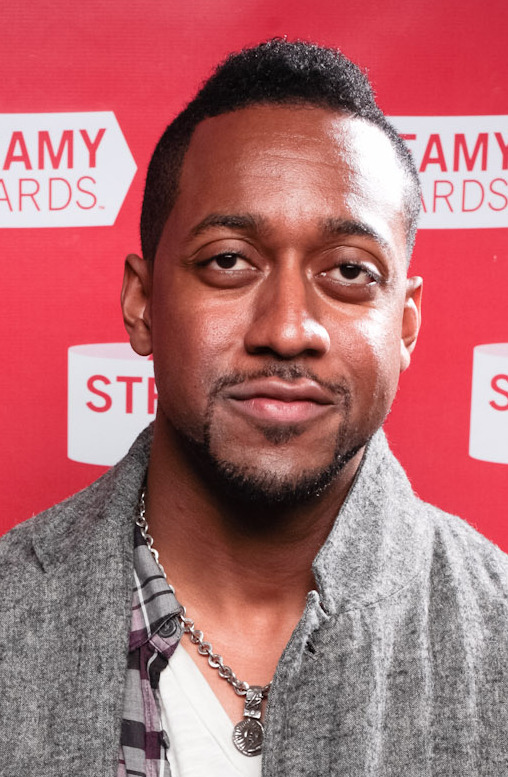
Jaleel White fu nominato nel 1985 ai Young Artist Award

  - 1985 - Nomination miglior attore in una serie commedia o musicale per "George Jefferson"[4]
- Emmy Award
  - 1984 - Nomination miglior attore in una serie comica o commedia per "George Jefferson"[5]
- Image Award
  - 1981 - Miglior attore in una serie comica o speciale per "George Jefferson"[5]
- TV Land Award
  - 2004 - "Favorite Cantankerous Couple" per "George Jefferson"[6] (con Isabel Sanford)

### Isabel Sanford
- Golden Globe
  - 1977 - Nomination miglior attrice in una serie commedia o musicale per "Louise Jefferson"[4]
  - 1978 - Nomination miglior attrice in una serie commedia o musicale per "Louise Jefferson"[4]
  - 1983 - Nomination miglior attrice in una serie commedia o musicale per "Louise Jefferson"[4]
  - 1984 - Nomination miglior attrice in una serie commedia o musicale per "Louise Jefferson"[4]
  - 1985 - Nomination miglior attrice in una serie commedia o musicale per "Louise Jefferson"[4]
- Emmy Award
  - 1979 - Nomination miglior attrice in una serie comica o commedia per "Louise Jefferson"[7]
  - 1980 - Nomination miglior attrice in una serie comica o commedia per "Louise Jefferson"[7]
  - 1981 - Emmy Award alla miglior attrice in una serie comica o commedia per "Louise Jefferson"[7]
  - 1982 - Nomination miglior attrice in una serie comica o commedia per "Louise Jefferson"[7]
  - 1983 - Nomination miglior attrice in una serie comica o commedia per "Louise Jefferson"[7]
  - 1984 - Nomination miglior attrice in una serie comica o commedia per "Louise Jefferson"[7]
  - 1985 - Nomination miglior attrice in una serie comica o commedia per "Louise Jefferson"[7]
- TV Land Award
  - 2004 - "Favorite Cantankerous Couple" per "Louise Jefferson"[6] (con Sherman Hemsley)

### Marla Gibbs
- Golden Globe
  - 1985 - Nomination miglior attrice non protagonista in una serie commedia o musicale per "Florence Johnston"[4]
- Emmy Award
  - 1981 - Nomination miglior attrice non protagonista in una serie comica o commedia per "Florence Johnston"[8]
  - 1982 - Nomination miglior attrice non protagonista in una serie comica o commedia per "Florence Johnston"[8]
  - 1983 - Nomination miglior attrice non protagonista in una serie comica o commedia per "Florence Johnston"[8]
  - 1984 - Nomination miglior attrice non protagonista in una serie comica o commedia per "Florence Johnston"[8]
  - 1985 - Nomination miglior attrice non protagonista in una serie comica o commedia per "Florence Johnston"[8]
- Image Award
  - 1981 - Migliore attrice in una serie comica o speciale per "Florence Johnston"[8]
- TV Land Award
  - 2004 - Nomination "Favorite Made-for-TV Maid" per "Florence Johnston[6]
  - 2006 - Nomination "Favorite Made-for-TV Maid" per "Florence Johnston[6]

### Paul Benedict
- TV Land Award
  - 2005 - Nomination "Favorite Nosy Neighbor" per "Harry Bentley"[6]
  - 2008 - Nomination "Neighbor You Try to Avoid" per "Harry Bentley"[6]

### Zara Cully
- TV Land Award
  - 2004 - Nomination "Favorite "Big, Bad Momma" per "Mamma Jefferson"[6]
  - 2005 - Nomination "Favorite Mother-In-Law" per "Mamma Jefferson"[6]

### Billy Dee Williams
- TV Land Award
  - 2003 - Nomination "Most Memorable Male Guest Star in a Comedy as Himself" per se stesso[6]

### Jaleel White
- Young Artist Award
  - 1985 - Nomination "Best Young Actor - Guest in a Television Series"[6]

## Premi e riconoscimenti ottenuti dai personaggi
- George Jefferson è stato messo al sedicesimo posto nella lista dei 100 migliori personaggi delle serie TV stilata da Bravo[9]